# Беляева, Лариса Николаевна
Лари́са Никола́евна Беля́ева (род. 19 ноября 1946, Харьков) — советский и российский лингвист, специалист в области прикладной, математической и инженерной лингвистики (научно-педагогическая школа проф. Р. Г. Пиотровского), а также теории перевода, организатор образования. Доктор филологических наук, профессор, действительный член РАЕН. Основательница и бессменная заведующая кафедрой прикладной лингвистики филологического факультета РГПУ имени А.И Герцена, а после её закрытия в 2013 г. — профессор кафедры образовательных технологий в филологии того жё факультета. Руководительница Центра теоретических и прикладных компьютерных исследований в филологии РГПУ имени Герцена.

## Биография
В 1969 году закончила ЛГУ им. А. А. Жданова по специальности математическая лингвистика. Стала кандидатом филологических наук в 1976, а в 1987 году доктором филологических наук. Через несколько лет, в 1993 году — профессором. Получила почетное звание заслуженного деятеля науки РФ в 2007 году.
Основатель кафедры прикладной лингвистики на филологическом факультете Российского государственного педагогического университета имени А. И. Герцена и заведующая этой кафедрой с момента её основания до закрытия кафедры в 2013 году в ходе сокращений и слияний подразделений вузов и нескольких вузов города, после чего перешла на том же факультете на должность профессора кафедры образовательных технологий в филологии, возглавляемой тогдашним деканом факультета профессором Н. Л. Шубиной, создавшей данную кафедру на основе бывшей кафедры методики преподавания русского языка и литературы покойного профессора В. Г. Маранцмана, где продолжила вместе с двумя коллегами по кафедре прикладной лингвистики преподавать дисциплины, связанные с обработкой информации на естественном языке, тогда как при переходе на новое поколение федеральных государственных стандартов высшего образования на факультете были закрыты все профили подготовки на дневном отделении бакалавриата, на которых одной из двух специальностей в дипломах был один из преподававшихся на факультете иностранных языков, включая английский, который вела на всех профилях кафедра прикладной лингвистики.
Основные научные интересы включают системы автоматизированной и автоматической переработки информации на естественном языке с функциями автоматического аннотирования и реферирования текста, а также машинного перевода (лингвистические автоматы в современных гуманитарных технологиях, автоматизированное рабочее место филолога).
Председатель Редакционного совета направления «Общественные и гуманитарные науки» рецензируемого научного журнала «Известия Российского государственного педагогического университета имени А. И. Герцена».
Член правления и эксперт Союза переводчиков России.

## Награды и звания
- Премия Комиссии Президиума СМ СССР от 15.06.1984 года
- Государственная научная стипендия «Для выдающихся ученых России» (1995 г.)
- Действительный член Российской Академии естественных наук (январь 1999 г.)
- Медаль «Лауреат ВВЦ»
- Знак «Участник ВВЦ»
- Почетный работник высшей школы (2006 г.)
- Заслуженный деятель науки РФ (2007 г.)[4]